# タイラー・パトリック・ジョーンズ
タイラー・パトリック・ジョーンズ（Tyler Patrick Jones, 1994年3月12日 - ）は、アメリカ合衆国出身の俳優である。

## 出演作品

### テレビ
- プライベート・プラクティス 迷えるオトナたち
- ゴースト 〜天国からのささやき（ネッド・バンクス）

### 映画
- The FEAST/ザ・フィースト
- がんばれ!ベアーズ　ニュー・シーズン
- レッド・ドラゴン（ジョシュ・グレアム）